# Alfa Romeo 8C-35
L'Alfa Romeo 8C-35, officiellement dénommée Alfa Romeo Tipo C, est une automobile sportive développée en 1935 par le constructeur automobile italien Alfa Romeo. Présente en Grand Prix en dès 1935 elle succède à l'Alfa Romeo Tipo B. Dotée du moteur des Alfa Romeo Monza et Tipo B dans son ultime développement, la Tipo C est inaugurée par Tazio Nuvolari au Grand Prix d'Italie 1935 où il domine un temps la course avant d'abandonner à cause d'un piston grillé.